# Okoniak
Okoniak (deutsch ebenfalls Okoniak, 1938 bis 1945 Beutnerbaum) ist ein verwaister Ort in der polnischen Woiwodschaft Ermland-Masuren. Die Ortsstelle liegt im Gebiet der Gmina Ostróda (Landgemeinde Osterode in Ostpreußen) im Powiat Ostródzki (Kreis Osterode in Ostpreußen).

## Geographische Lage
Die Ortsstelle Okoniaks liegt im Westen der Woiwodschaft Ermland-Masuren, 14 Kilometer südöstlich der Kreisstadt Ostróda (deutsch Osterode in Ostpreußen).

## Geschichte
Okoniak – vor 1785 Okoniack geschrieben – bestand vor 1945 lediglich aus einem kleinen Gehöft und war eine Ortschaft von Schildeck (polnisch Szyldak) im Kreis Osterode in Ostpreußen. Aus politisch-ideologischen Gründen der Abwehr fremdländisch anmutender Ortsbezeichnungen wurde der Ort am 3. Juni – offiziell bestätigt am 16. Juli – 1938 in „Beutnerbaum“ umbenannt.
Nach der Überstellung des gesamten südlichen Ostpreußen an Polen in Kriegsfolge im Jahre 1945 erhielt Beutnerbaum die polnische Namensform „Okoniak“. Die „Kolonia Okoniak“ gehörte von 1954 bis 1959 zur Gromada Rychnowo (Reichenau), von 1960 bis 1971 zur Gromada Szyldak (Schildeck) und von 1971 bis 1972 zur – umgewandelten – Gromada Rychnowo zurück. Danach verliert sich die Spur des Ortes wohl aufgrund seiner ungeklärten Lage im Dreieck der dann neu gegründeten Gemeinden Ostróda (Osterode i. Ostpr.), Olsztynek (Hohenstein i. Ostpr.) und Grunwald (Grünfelde). Okoniak gilt heute als nicht mehr vorhanden.

## Kirche
Okoniak alias Beutnerbaum war einst in die evangelische Kirche Döhringen (polnisch Durąg) in der Kirchenprovinz Ostpreußen der Kirche der Altpreußischen Union und außerdem in die römisch-katholische Kirche Osterode eingepfarrt.

## Verkehr
Die heute nur schwer auszumachende Ortsstelle von Okoniak resp. Beutnerbaum ist über einen Weg von Szyldak aus zu erreichen.